# Нахимсон, Мирон Исаакович
Мирон Исаакович Нахимсон (псевдоним "Спектатор") (21.09.1880, Вильна — 9.05.1938, посёлок Коммунарка, Московская область, СССР) — экономист и публицист, доктор экономических наук, профессор экономики МГУ.

## Биография
Мирон Исаакович родился в 1880 году в Вильне. Во время Первой мировой войны жил в Швейцарии. Изучал экономику в Германии и Швейцарии. В 1913 году получил степень бакалавра. Состоял в Бунде.  Печатал свои работы за рубежом. В 1917 году Нахимсон переехал в Россию.
Стал профессором МГУ (1926—1931), затем председателем кафедры мирового хозяйства (1930—1931) факультета советского права.
С 1935 года работал в Международном аграрном институте и Коммунистической академии, был сотрудником редакции «Большого атласа мира». Проживал по адресу город Москва, улица Волхонка, дом 14, квартира 12.
Нахимсон был арестован 14 марта 1938 года. 3 мая 1938 года попал в список (№58 в "Московская обл." на 100 человек), подготовленный для репрессий по расстрелу в представлении начальника 8-го отдела ГУГБ НКВД И.И. Шапиро за подписью Сталина, Молотова и Ворошилова. 9 мая 1938 года был осужден Военной коллегией Верховного суда СССР по обвинению в контрреволюционной деятельности к высшей мере наказания, и в тот же день 9 мая 1938 года был расстрелян. Захоронен в Бутово-Коммунарка.
Семья
- Супруга Анна Ефимовна Нахимсон (1885, Режица — 7.12.1942) также была арестована и содержалась в Новинской тюрьме Москвы, а 15 июля 1938 года она была осуждена ОСО при НКВД СССР как член семьи изменника Родины к 5 годам исправительных трудовых лагерей. Прибыла в Акмолинское ЛО 18.10.1938 года, где 7 декабря 1942 года скончалась[4].
- Дочь Лия Мироновна Нахимсон (1919—1983), будущий математик, автор учебного пособия «Элементы интегрального исчисления», вышла замуж за будущего профессора Бориса Захаровича Каценеленбаум в конце июля 1941 года. Скончалась в 1983 году и была похоронена в Москве на Востряковском кладбище.

Память
12 ноября 1955 года определением Военной коллегии Верховного суда СССР был реабилитирован.

## Труды
- Экономическое положение Швейцарии во время мировой войны, — Берн, 1917;
- Империализм и торговая конкуренция, — Берн, 1917;
- Государство и экономика, 1918;
- Социальные проблемы Германии, 1920;
- Экономико-статистический справочник для Советской России, 1922;
- Мировая война и положение рабочего класса на Западе/ Спектатор. - Москва; Ленинград: Красная новь, 1924. - 51с. - (К 10-летию империалистической войны).
- Мировое хозяйство до и после войны/ М. Нахимсон (Спектатор). — Москва; Ленинград: типография «Красной газеты», 1924—1929. — (Серия мировое хозяйство / Центральное управление печати и промпропаганды (ЦУП) ВСНХ).
- «Валютные реформы на Западе» (1925),
- «К вопросу о „стабилизации капитализма“. Критический этюд» (1926),
- «Введение в изучение мирового хозяйства. Опыт построения теории мирового хозяйства» (1928),
- «Теория аграрных кризисов» (1929),
- «Основные проблемы мирового хозяйства. Конспективный курс» (1930).